# 멈춰라!
《멈춰라!》(止マレ! 도마레![*])는 히라노 아야, 치하라 미노리, 고토 유코의 싱글이다. 란티스에서 2009년 8월 26일 발매했다.

## 개요
- TV 애니메이션 스즈미야 하루히의 우울 신(新) 엔딩 테마로, 작중의 주 등장인물 스즈미야 하루히, 나가토 유키, 아사히나 미쿠루의 성우 3명이 참여하였다.

## 수록곡
1. 멈춰라!(止マレ!)
2. 잠재적 태양의 증명 (潜在的太陽の証明)
3. 멈춰라! (止マレ!) (Off Vocal)
4. 잠재적 태양의 증명 (潜在的太陽の証明) (Off Vocal)

## 타이업
- TV애니메이션 《스즈미야 하루히의 우울》 신(新) 엔딩 테마